# Abranches
Abranches é um bairro da cidade brasileira de Curitiba, Paraná.
O bairro abriga inúmeras famílias de descendentes de poloneses, além de pontos turísticos, como a Pedreira Paulo Leminski, a Ópera de Arame e a igreja da Paróquia Sant’Ana, construída na década de 1870. 

## História
O Abranches nasceu como um núcleo colonial estabelecido pela Câmara Municipal no rócio de Curitiba, entre os bairros Pilarzinho e Ahú, para ser a primeira colônia de imigrantes poloneses do sul do país. O núcleo de imigrantes era composto por 64 famílias, totalizando 258 pessoas, que se instalaram no local e se dedicaram à lavoura. Fundado em 10 de novembro de 1873, o bairro foi assim denominado em homenagem ao então Presidente da Província, Frederico José Cardoso de Araújo Abranches. Foi ele quem deu o consentimento para que imigrantes poloneses provenientes da Prússia Ocidental ocupassem aquela região.

## Galeria de imagens

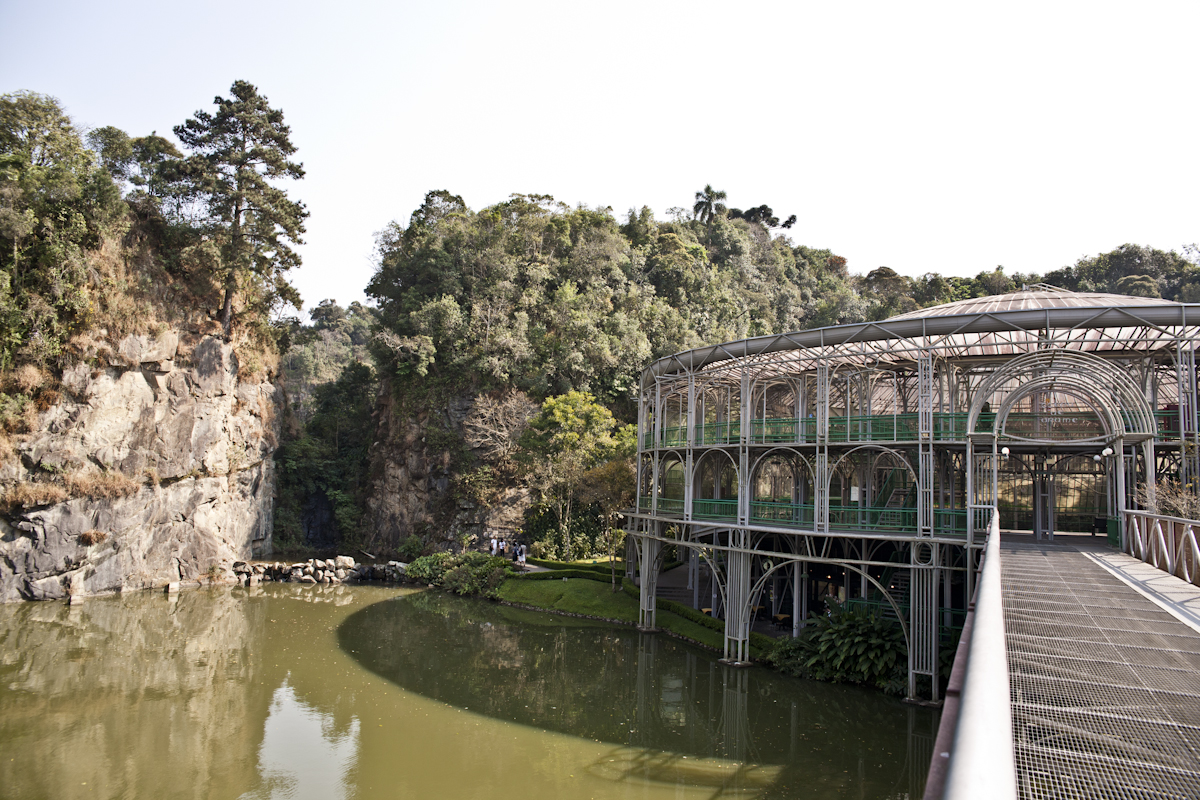
Ópera de Arame
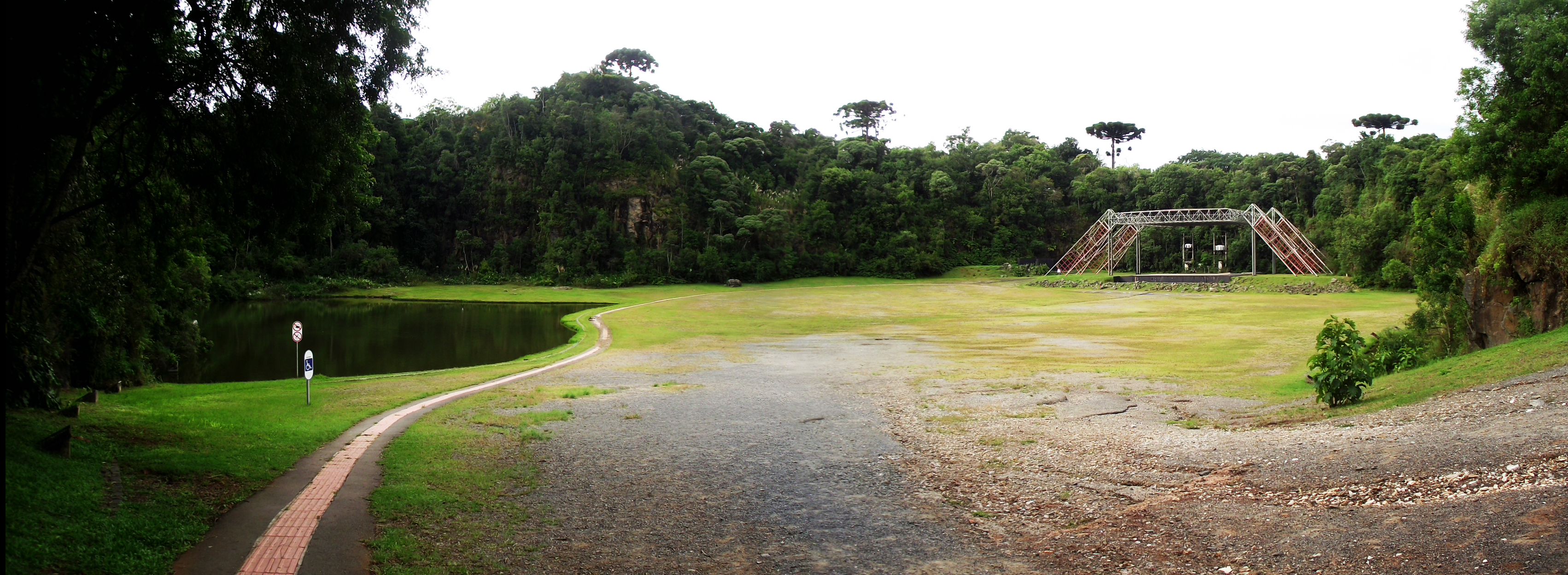
Pedreira Paulo Leminski